# Język marki
Język marki (ang. brand language) – określenie odnoszące się do spójnego i rozpoznawalnego sposobu komunikacji używanego przez daną markę lub firmę. Jest to zestaw zasad, tonu, stylu i wartości, które są reprezentowane w treściach tworzonych przez organizację, takich jak reklamy, strony internetowe, komunikaty prasowe, posty na mediach społecznościowych i inne materiały marketingowe.
Język marki ma na celu budowanie spójnego wizerunku marki oraz tworzenie silnego powiązania i identyfikacji z odbiorcami. Poprzez konsekwentne stosowanie określonego języka, marka może wyróżniać się na tle konkurencji i budować zaufanie oraz lojalność klientów.

## Elementy języka marki
- Ton i styl: określa sposób, w jaki marka komunikuje się z odbiorcami. Może to być formalny, przyjazny, humorystyczny, profesjonalny lub inny, zależnie od osobowości marki i jej grupy docelowej.[3]
- Słownictwo: obejmuje wybór konkretnych słów, zwrotów i terminologii, które są charakterystyczne dla marki. Może to obejmować unikalne nazwy produktów, specjalistyczne terminy branżowe lub specyficzne dla marki zwroty.[4]
- Wartości i misja: język marki powinien odzwierciedlać wartości i misję marki. Na przykład, jeśli marka stawia sobie za cel wspieranie zrównoważonego rozwoju, jej język powinien być zgodny z tą wartością.[5]
- Spójność: kluczowym elementem języka marki jest jego spójność. Wszystkie treści i komunikaty marki powinny być zgodne ze zdefiniowanymi zasadami języka marki, niezależnie od tego, czy są tworzone przez zespół marketingowy, dział sprzedaży czy inną osobę reprezentującą markę.[6]

## Zobacz także
- Marka
- Content marketing
- Promocja marki